# Formation (Lied)
Formation ist ein Lied der US-amerikanischen Sängerin Beyoncé aus dem Jahre 2016. Die erste Singleauskopplung aus ihrem sechsten Studioalbum Lemonade wurde von der Interpretin selbst, zusammen mit Khalif Brown (Swae Lee), Asheton Hogan und Michael Williams (Mike Will Made It) geschrieben sowie von letzterem zusammen mit der Künstlerin produziert.

## Musik und Text
Formation ist ein stark vom Hip-Hop-Genre geprägter Contemporary-R&B-Titel. Beyoncé wechselt zwischen gerappten und monoton gesungenen Passagen; ihre Stimme pendelt dabei zwischen kratzig-flüsternd und kraftvoll-bestimmt und ist oft gedoppelt zu hören. Zu Beginn des Liedes sind lediglich abwechselnd zwei mit Hall-Effekten versehene Einzeltöne zu vernehmen, danach setzt Beyoncés Sprechgesang ein, der nach dramaturgischer Spannungssteigerung in einer Harmonie endet, bevor der Beat zu spielen beginnt. Dieser kann zum größten Teil dem Trap-Genre zugeordnet werden und wird von 808-Bass Drums, Hi-Hats und Claps dominiert; sporadisch werden außerdem Marschtrommeln verwendet. Während des Refrains setzen zudem an eine Marschkapelle erinnernde Blasinstrumente ein, die die von der Sängerin vorgetragene Melodie nachspielen.
Im Lied stellt die Sängerin ihren Stolz zur Schau, es als afroamerikanische Frau aus den Südstaaten derart weit im Leben gebracht zu haben. In seiner Funktion als Abschluss des Konzeptalbums, welches sich intensiv mit den persönlichen Rückschlägen und gesellschaftlichen Komplikationen, die diese Identität mit sich bringt, beschäftigt, ist es gleichzeitig ein hoffnungsvolles Happy End, das zeigt, dass all diese Schwierigkeiten überwindbar sind.
Der Titel beginnt mit Seitenhieben gegen Verschwörungstheoretiker, Paparazzi und ihren Ehemann Jay-Z, dem sie mit Hold Up und Sandcastles bereits Lieder des Albums widmete. Danach beschreibt sie offen ihre Ethnizität und Herkunft sowie die ihrer Familie. Weiters schildert sie, wie ihr ihre Fähigkeiten und ihre harte Arbeit als Musikerin ihren immensen Reichtum und Einfluss einbrachten, und kontert Zweifel an der Rechtmäßigkeit ihres Status wiederholt mit den Worten „I slay“ (etwa „ich bin krass“). Sie bezeichnet sich selbst als werdende, schwarze Version von Bill Gates und ruft die Frauen unter der Zuhörerschaft auf, sich als Einheit zu formieren. Als größte Rache an etwaigen Hatern nennt sie am Ende des Liedes das Geld, das man verdient hat.

## Musikvideo
Das Musikvideo dient gleichzeitig als Finale des Filmes Lemonade, der die Lieder des gleichnamigen Albums visualisiert. Darin werden diverse symbolträchtige Szenen gezeigt, die vor allem assoziativ mit Polizeibrutalität, Rassismus, den Südstaaten und dem Hurrikan Katrina in Verbindung gebracht werden. Eine männliche Stimme fragt den Zuschauer in Anspielung auf die schlechte Vorbereitung auf die Naturkatastrophe rhetorisch, was in New Orleans geschehen sei, bevor die Musik einsetzt. Ab dann wird eine Reihe von Schauplätzen und Handlungsfragmenten parallel zueinander immer wieder eingeblendet:
- In einer von Wassermassen überschwemmten, kaum noch erkennbaren Wohnsiedlung liegt Beyoncé auf einem halb untergegangenen Polizeiwagen, der gegen Ende des Videos zusammen mit ihr völlig versinkt.
- Beyoncé tanzt in einem luxuriös ausgestatteten Vorzimmer umgeben von afroamerikanischen Frauen; Einrichtung und Kostüme sind einheitlich rot. Die Wände zieren dabei antik aussehende Gemälde schwarzer Frauen.
- Drei afroamerikanische Kinder spielen in einem hellen Raum miteinander oder stehen mit lächelnden Gesichtern in einer Reihe.
- Beyoncé sitzt mit ernstem Blick weiß gekleidet einen Sonnenschirm haltend auf einem Stuhl und streicht über ihren Körper.
- Beyoncé kreist mit einem Auto auf einem Parkplatz und lässt ihren Kopf aus dem Fenster hängen, wobei ihre auffällig langen Haare beinahe den Asphalt berühren. Später tanzt sie an selbem Ort mit einer Gruppe afroamerikanischer Frauen.
- Beyoncé steht, ihr Gesicht teilweise von einem großen, schwarzen Hut verdeckt und eine prunkvolle Halskette tragend, vor einer Villa, während sie von gänzlich ruhig stehenden, schwarzen Männern in Anzügen umgeben ist. Sie wird dabei einmal beim Headbangen gezeigt, in anderen Szenen spielt sie mit ihrem Zopf oder erhebt beide Mittelfinger. Gegen Ende des Videos zieht sie den Hut hoch und ihr Gesicht wird erkennbar, während sie mit ihren Händen die Geste für Geld ausführt.
- In einer Turnhalle wird von einer Gruppe von afroamerikanischen Frauen, unter anderem der Sängerin selbst, eine Choreografie geübt.
- Eine Gruppe weiß gekleideter afroamerikanischer Frauen sitzt in einer Runde und wedelt sich mit Fächern Luft zu.

Noch vor dem ersten Refrain bricht das Lied abrupt ab und beginnt nach einer kurzen, gesprochenen Bemerkung aus dem Off von vorne. Über das Video verstreut werden in mehreren einzelnen Clips verschiedene afroamerikanische Personen gezeigt, die in diversen Settings unterschiedlichen Tätigkeiten nachgehen; einige von ihnen ähneln Home Videos. Gegen Ende des Musikvideos ist zu sehen, wie ein schwarzer Junge vor einer Reihe von Schutzhelme tragenden Polizisten tanzt. Als er seine Darbietung beendet, erheben die Polizisten die Hände. Unmittelbar auf diese Einstellung folgt ein Schnitt auf eine Mauer, auf welche die Worte „Stop shooting us“ (etwa „hört auf, uns zu erschießen“) mit Graffiti gesprüht wurden.

## Rezensionen
Das Lied erhielt von der Presse überwiegend extrem positive Kritiken und wurde als kraftvolles Statement sowie Ausdruck schwarzen Stolzes in Zeiten der Black-Lives-Matter-Bewegung in hohen Tönen gelobt. Viel Zuspruch erhielt es vor allem in Verbindung mit dem zugehörigen Musikvideo als audiovisuelles Projekt. Das Rolling-Stone-Magazin ernannte das Lied zum besten Song des Jahres 2016, sowie zum 38. besten Song des 21. Jahrhunderts. Auch Musikexpress, Entertainment Weekly, das Time Magazine und Complex schlossen sich dem Urteil an und wählten es in ihren jeweiligen Jahresrückblicken auf die Spitzenposition.
Allerdings gab es auch vereinzelte Stimmen, die das Musikvideo als negative Stimmungsmache gegen die Polizei auffassten, wobei die Künstlerin diese Intention dementierte.

## Kommerzieller Erfolg

### Chartplatzierungen
Formation war in europäischen Ländern lediglich von mäßigem kommerziellen Erfolg gekrönt. In Deutschland erreichte es Platz 74, allerdings konnte es sich nicht in den österreichischen und Schweizer Charts beweisen. Deutlich erfolgreicher war das Lied aber in den USA, wo es sich auf Nummer 10 der Hitparade platzieren konnte und mit Platin ausgezeichnet wurde.
| \| ChartsChartplatzierungen \| Höchstplatzierung \| Wochen \| \| ---------------------------------- \| ----------------- \| ------ \| \| Deutschland (GfK)[19] \| 74 (2 Wo.) \| 2 \| \| Vereinigte Staaten (Billboard)[20] \| 10 (7 Wo.) \| 7 \| \| Vereinigtes Königreich (OCC)[21] \| 31 (3 Wo.) \| 3 \| |                   |        |
| ChartsChartplatzierungen | Höchstplatzierung | Wochen |
| Deutschland (GfK) | 74 (2 Wo.)        | 2      |
| Vereinigte Staaten (Billboard) | 10 (7 Wo.)        | 7      |
| Vereinigtes Königreich (OCC) | 31 (3 Wo.)        | 3      |

### Auszeichnungen für Musikverkäufe
| Land/Region                  | Auszeichnungen für Musikverkäufe (Land/Region, Auszeichnung, Verkäufe) | Verkäufe  |
| ---------------------------- | ---------------------------------------------------------------------- | --------- |
| Australien (ARIA)            | 2× Platin                                                              | 140.000   |
| Brasilien (PMB)              | Diamant                                                                | 250.000   |
| Kanada (MC)                  | Platin                                                                 | 80.000    |
| Neuseeland (RMNZ)            | Platin                                                                 | 30.000    |
| Polen (ZPAV)                 | Gold                                                                   | 25.000    |
| Vereinigte Staaten (RIAA)    | 3× Platin                                                              | 3.000.000 |
| Vereinigtes Königreich (BPI) | Gold                                                                   | 400.000   |
| Insgesamt                    | 2× Gold · 7× Platin · 1× Diamant ·                                     | 3.925.000 |

Hauptartikel: Beyoncé/Auszeichnungen für Musikverkäufe